# Erebophasma satanas
Erebophasma satanas là một loài bướm đêm trong họ Noctuidae.